# پوچایوک پونتا
پوچایوک پونتا (به اسپانیایی: Puchkayuq Punta) یک کوه در پرو است که در Peru, Ancash Region واقع شده‌است. پوچایوک پونتا ۴٬۸۰۰ متر بالاتر از سطح دریا واقع شده‌است.